# Кастрион (Теспротия)
Кастрион (греч. Καστρί или Καστρίον) — село в Теспротии, в Эпире. Местная церковь посвящена Святому Георгию.
Во время Балканских Войн, 24 декабря 1912 года около села произошло сражение между греческими повстанцами и османской армией, по окончании которой греки освободили Кастри и окрестные селения.
До конца Второй Мировой войны село было в основном населено православными албанцами.
Во время оккупации Греции 18 жителей поселения были убиты — 17 погибли от рук албанских коллаборационистов, а один был убит немецкими солдатами.